# Barbacane

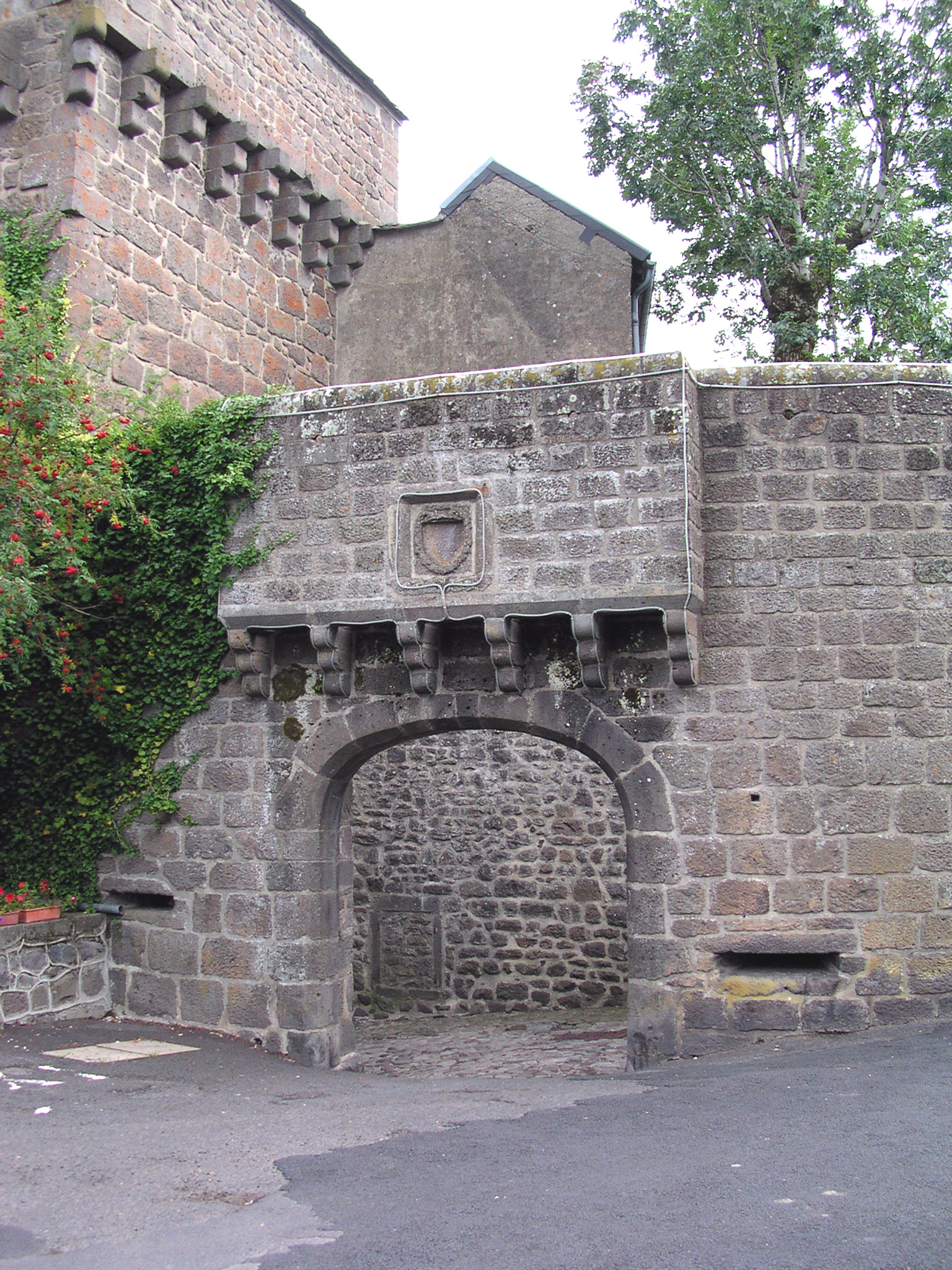
Barbacane sormontato da una bertesca e interrotto da feritoie per bocche da fuoco a Besse-et-Saint-Anastaise.

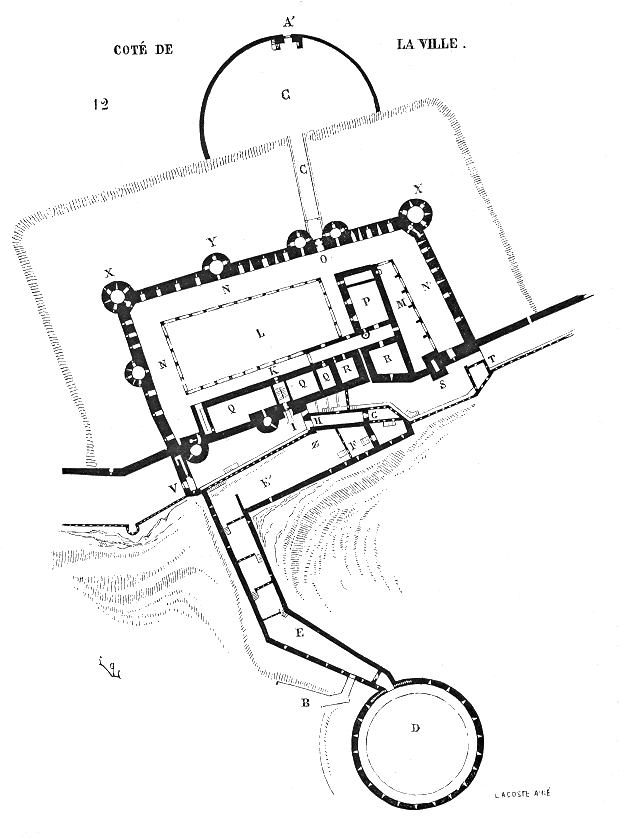
Planimetria del barbacane di Carcassonne, Francia

Il barbacane (o barbacana) è una struttura difensiva medioevale, un antemurale, che serviva come opera di sostegno o di protezione aggiuntiva rispetto al muro di cinta o alla fortezza vera e propria.
Tale fortificazione era spesso solo un terrapieno addossato alle mura in vicinanza delle zone più vulnerabili di un castello o di una casaforte. Questo sistema difensivo si diffuse già nell'alto medioevo praticamente in tutta Europa anche per la sua relativa semplicità di costruzione.
Pur essendo riferito come difesa di una struttura militare, vi sono eccezioni in cui il barbacane venne costruito a difesa di strutture civili e come struttura difensiva principale e non di sostegno. La spiegazione va ricercata nel fatto che, data la povertà dei piccoli villaggi, un terrapieno simile rappresentava una soluzione semplice, veloce e poco costosa.

## Etimologia
Barbacane è un termine francese che ha la stessa radice di barbacana (spagnolo), barbacã (portoghese) barbican (inglese moderno) e barge-kenning (anglosassone), composto dal termine bergen (coprire, porre al sicuro) e kenning (scorgere, vedere). Infatti una forma molto arcaica di barbacane erano anche le feritoie verticali sulle mura dei castelli per poter colpire il nemico rimanendo al riparo. In realtà il termine in passato è stato usato anche ad indicare altri tipi di fortificazione. Seppur difficilmente dimostrabile, è stato ipotizzato che l'origine del nome potrebbe provenire dall'arabo "bāb al-barrāna" cioè porta esteriore, o ancora da "bābal-báqara", porta delle vacche, da cui la parola ispanico musulmana "albacar".

## In toponomastica
Per la natura stessa del terrapieno oggi alcune zone, spesso molto piccole o vie di centri abitati, hanno preso il nome di barbacane. Solitamente questi microtoponimi sono ubicati là dove anticamente sorgeva un barbacane nelle sue forme o significati prima esposti.
A titolo di esempio:
- via Barbacane la troviamo a: Firenze, Eboli, Villanova d'Albenga, Spilimbergo, Vieste, Pavignano di Biella, Città della Pieve, Torre del Greco;
- Via dei Barbacani, nella pianura di Asciano (PI), strada che intercetta l'acquedotto mediceo;
- via o località Barbacana sono invece presenti a: Monopoli, Bra, Pavarolo, Cantarana;
- piazza Barbacan a Trieste; piazza Barbacana è anche a Calizzano (SV);
- rio o torrente Barbacana a Leinì e Settimo Torinese;
- Piazza Barbacana a Rivara;
- Passo Barbacan (2.550 m s.l.m.) tra la val Masino e la val Codera.
- Piazza Barbacani a Vasto (CH) di fronte al castello Caldoresco.

## In ingegneria idraulica
Il barbacane rappresenta il tubo di drenaggio, posto a tutta larghezza del muro, che permette il corretto scorrere dell'acqua che potrebbe riversarsi a ridosso, ovvero a monte, dei muri di sostegno. La sua funzionalità è correttamente espletata se collegato a monte del muro con pietrame o ciottolame di media - grossa pezzatura, che costituisce il dreno. Rappresenta un elemento fondamentale nell'ingegneria idraulica in quanto il corretto convogliamento delle acque per loro tramite abbatte la spinta idrostatica agente sui muri di sostegno a terrapieni.

## Barbacani a Venezia

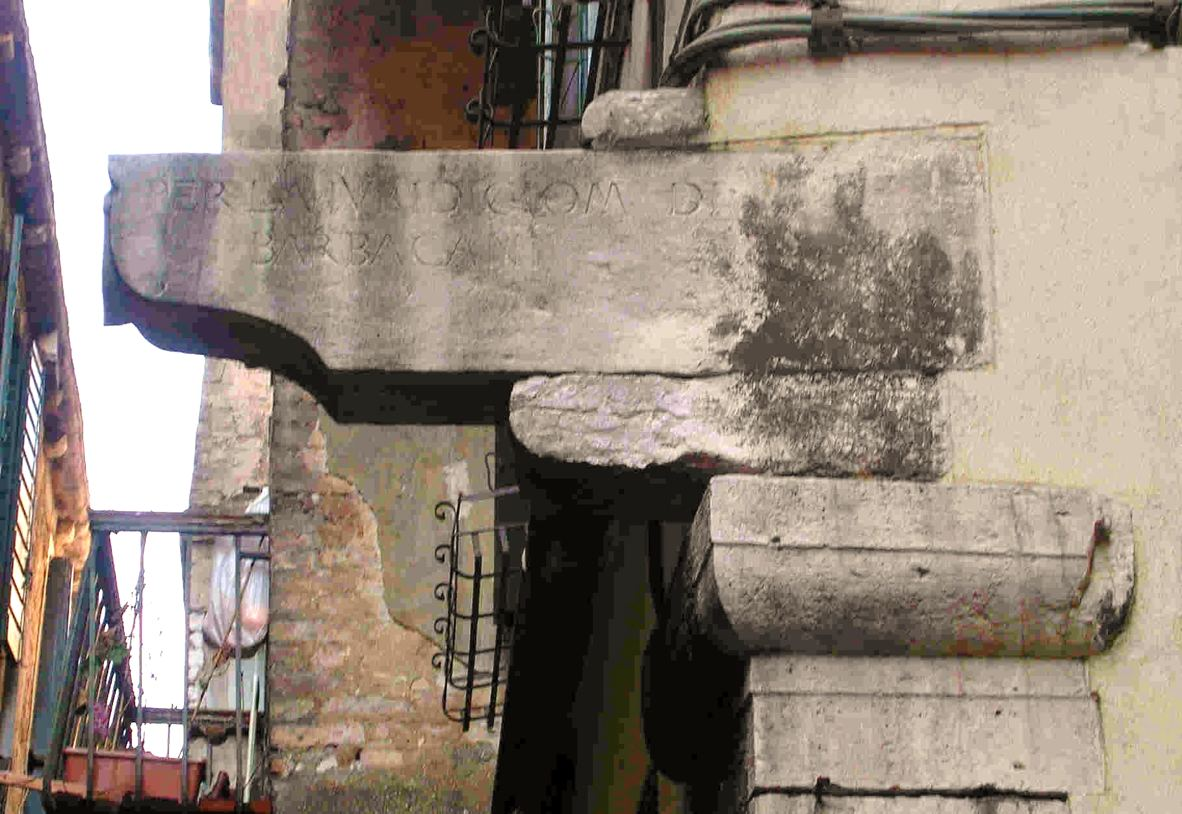
Barbacane tipo

A Venezia il barbacane designa una trave, originariamente in legno e successivamente in pietra d'Istria, con la funzione architettonica di ottimizzare gli spazi. 
In molte calli della città le case si allargano a partire dal secondo piano ampliando la superficie abitabile di tutti i piani superiori rispetto al piano terra, senza ridurre la larghezza delle calli che in molti casi sono già abbastanza strette evitando di bloccare l'arrivo della luce del sole e favorendo la circolazione dell'aria.
A tal fine fu realizzato nella zona di Rialto, precisamente in Calle della Madonna, un "barbacane campione" in pietra d'Istria, tuttora visibile, recante incisa l'iscrizione "PER LA IVRIDICIOM DI BARBACANI". Questo barbacane campione definiva la misura massima di sporgenza consentita per questo tipo di struttura. 

## Galleria d'immagini

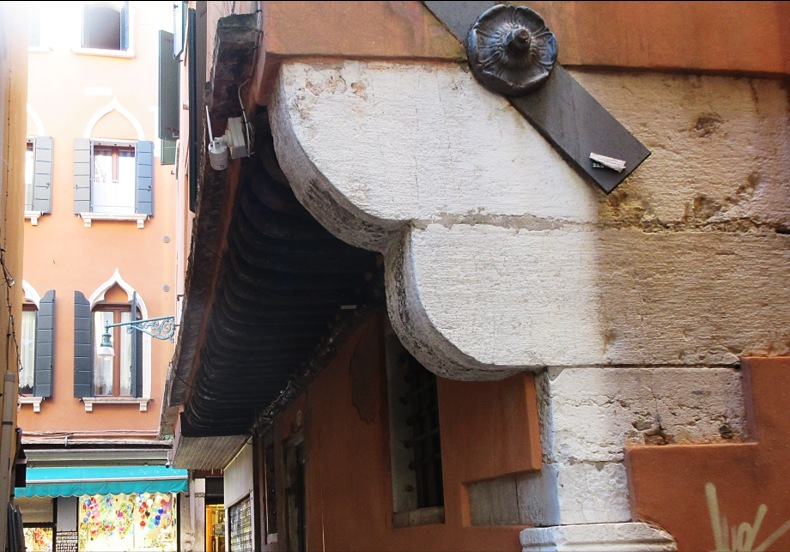
Barbacane di marmo
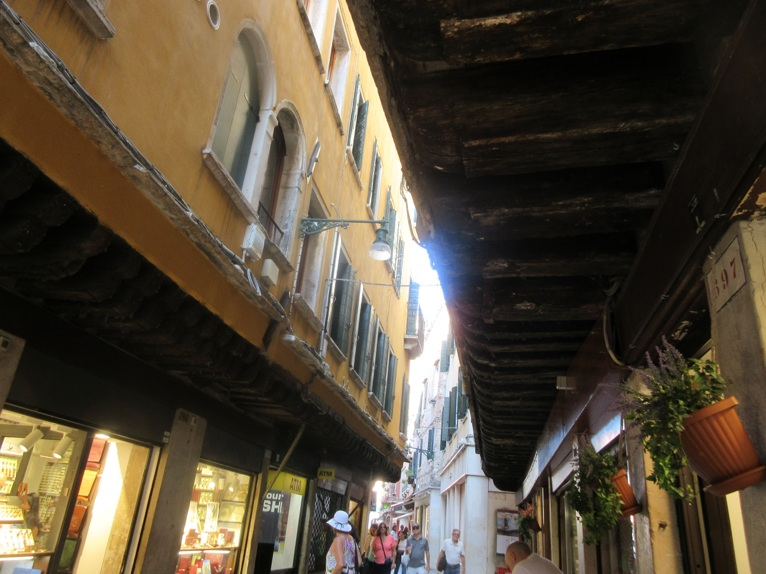
Rughetta del Ravano
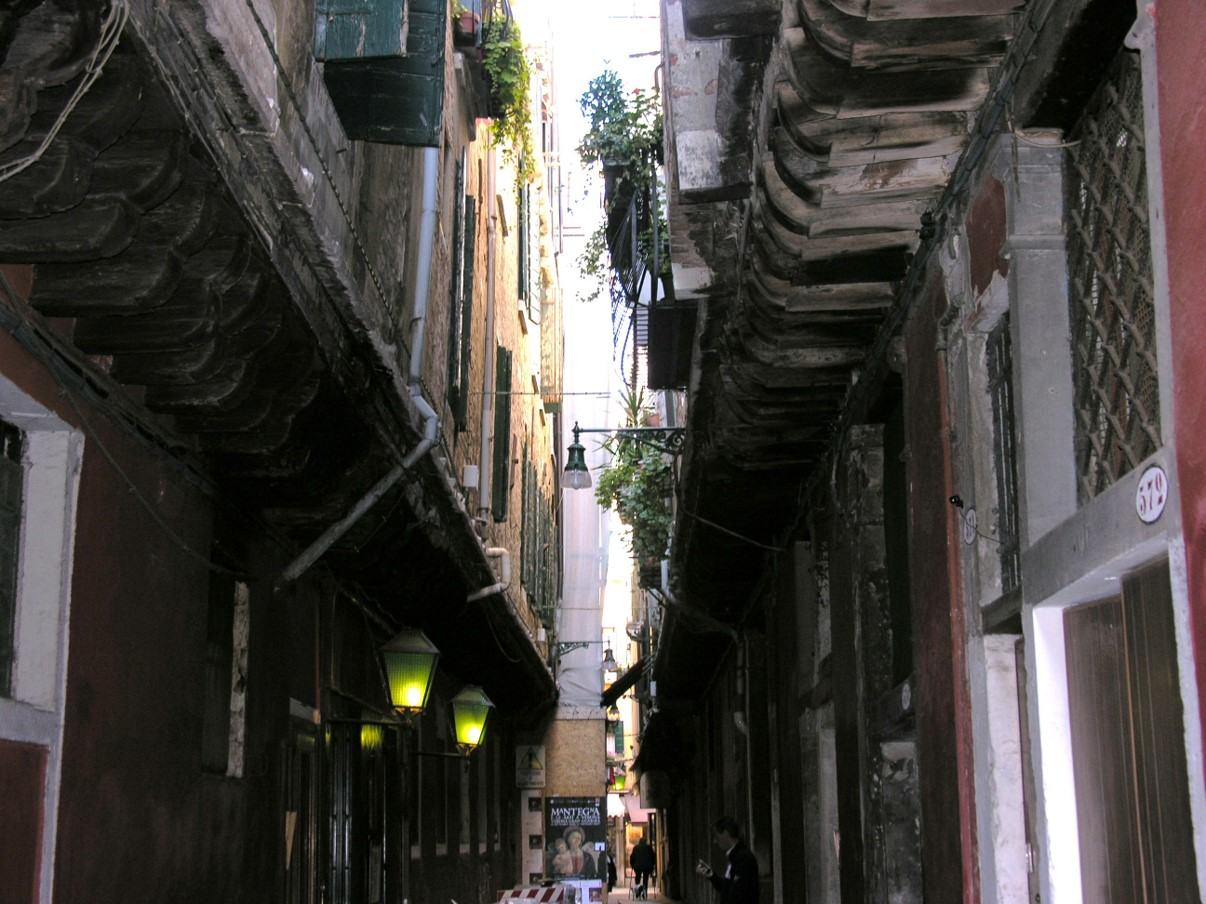
Calle de la Madonna
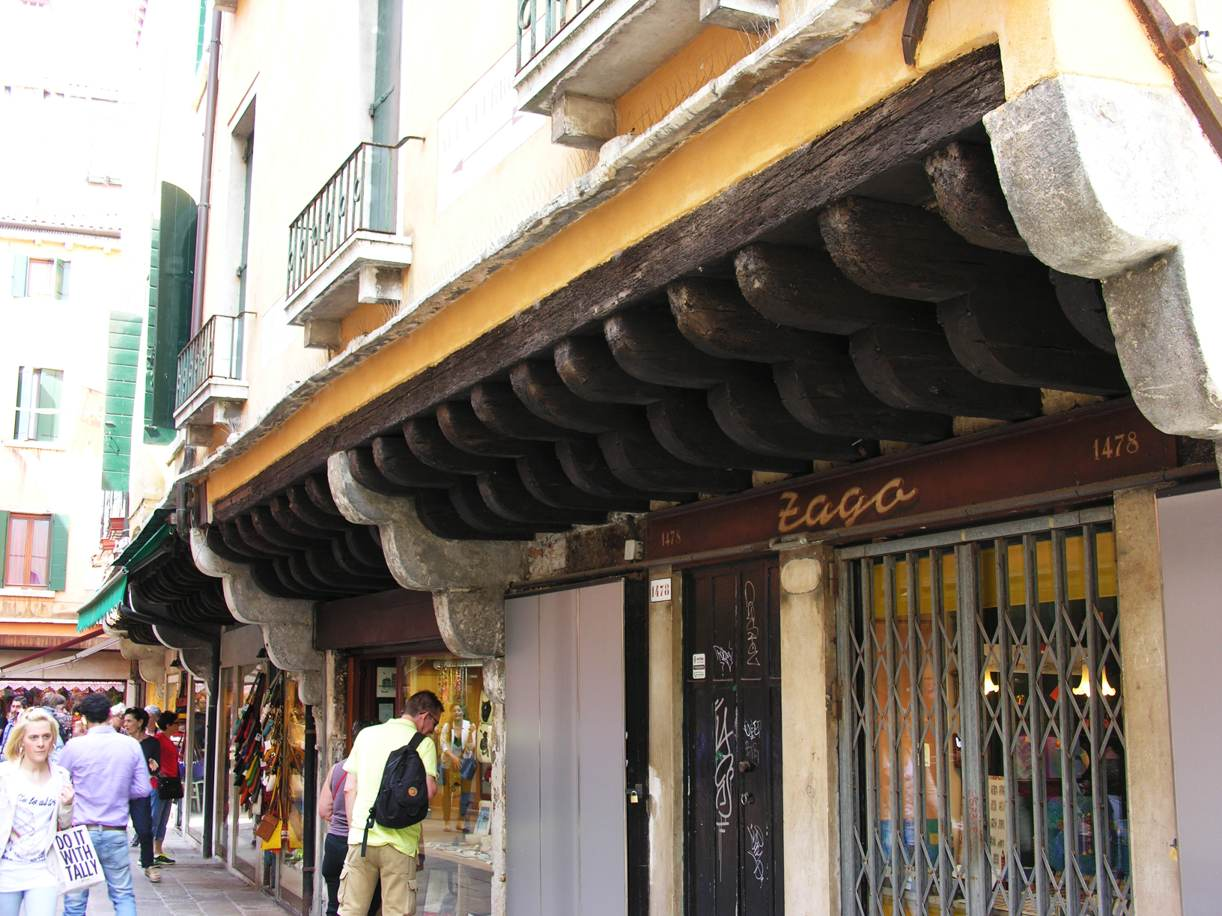
Campiello dei Meloni
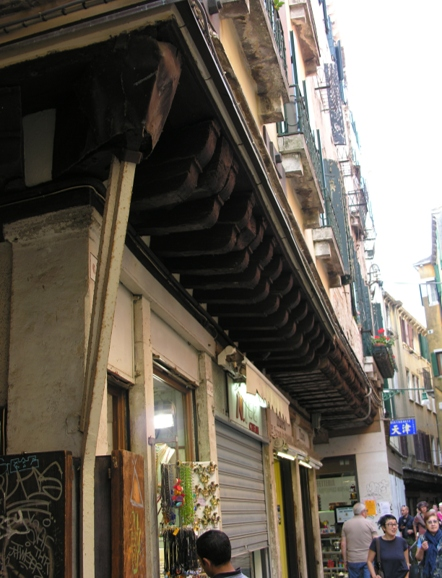
Ruga vecchia San Giovanni
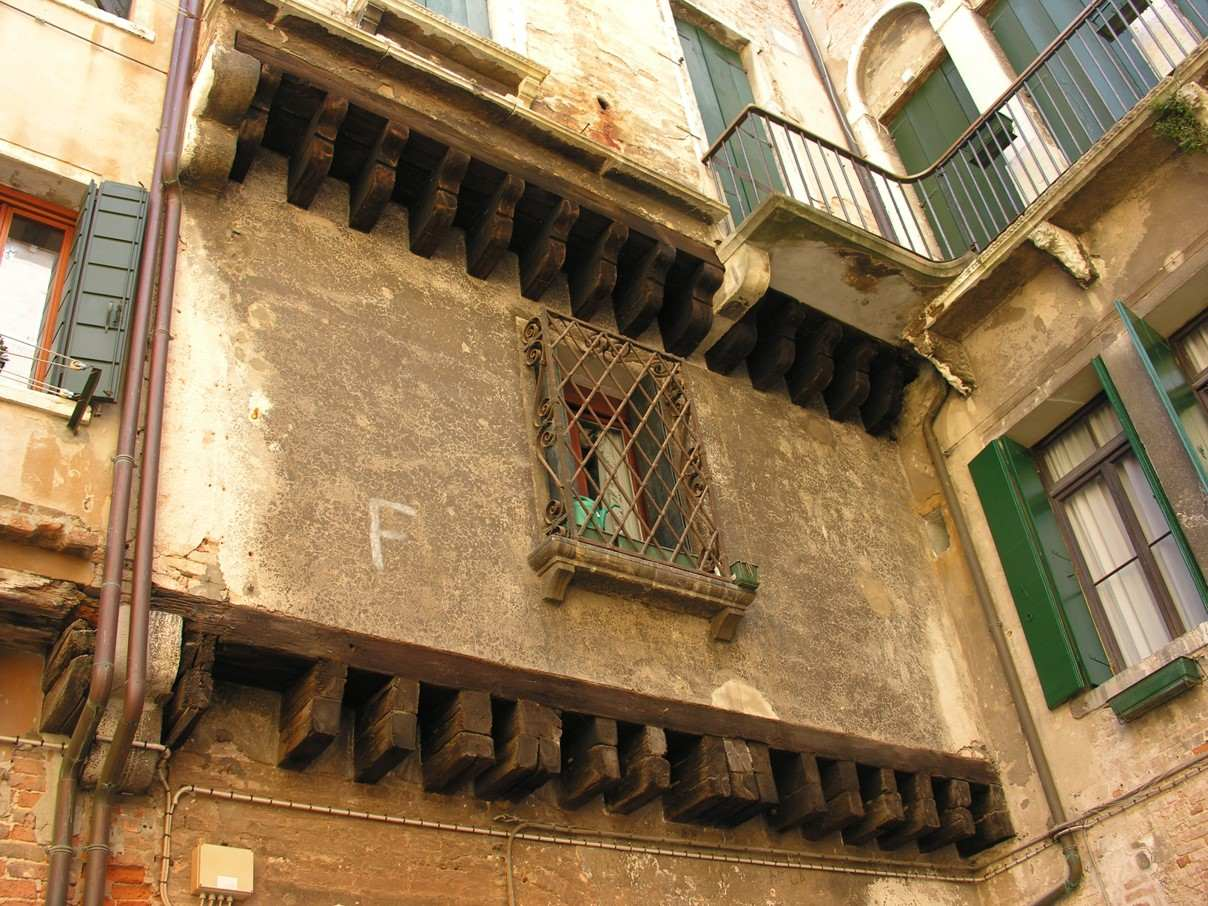
Doppio barbacane
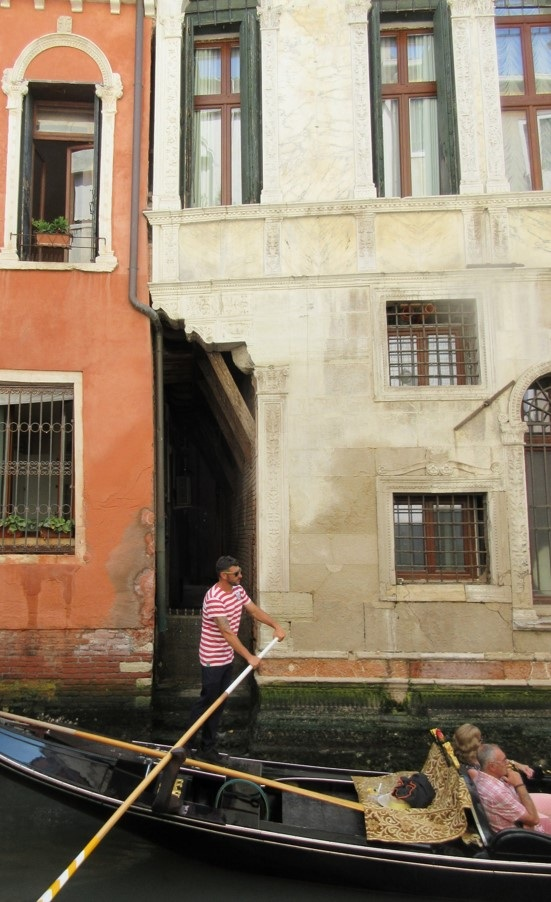
Palazzo Guzzoni